# Vaccin contre l'encéphalite japonaise
Le vaccin contre l'encéphalite japonaise  est un vaccin qui protège contre l'encéphalite japonaise .

## Usage médical
Les vaccins sont efficaces à plus de 90 %. La durée de protection du vaccin n'est pas claire mais son efficacité semble diminuer avec le temps. Les doses sont administrées par injection dans un muscle ou juste sous la peau  .
Il est recommandé dans le cadre des vaccinations de routine dans les pays où la maladie est un problème. Une ou deux doses sont administrées selon la version du vaccin, cette vaccination doit être effectuée au moins une semaine avant l'exposition. Des doses supplémentaires ne sont généralement pas nécessaires dans les régions où la maladie est courante; sinon, les doses peuvent être administrées après un an et après 10 ans. Chez les personnes vivant avec le VIH/SIDA ou chez les femmes enceintes, un vaccin inactivé doit être utilisé. La vaccination des voyageurs qui prévoient de passer du temps à l'extérieur dans des zones où la maladie est courante est recommandée.

## Effets secondaires
Les vaccins sont relativement sûrs, des douleurs et des rougeurs peuvent survenir au site d'injection. En 2015, quinze vaccins différents sont disponibles: certains sont basés sur des techniques d'ADN recombinant, d'autres sur des virus affaiblis et d'autres sur des virus inactivés.

## Histoire
Les vaccins contre l'encéphalite japonaise sont devenus disponibles pour la première fois dans les années 1930. Il figure sur la liste des médicaments essentiels de l'Organisation mondiale de la santé . Aux États-Unis, il en coûte entre 100 et 200 USD pour une cure de vaccinations. Au Royaume-Uni, il en coûte environ 120 £ au NHS pour une série, à partir de 2022 .